# NXT Halloween Havoc (2022)
 (novembre 2024).
Si vous disposez d'ouvrages ou d'articles de référence ou si vous connaissez des sites web de qualité traitant du thème abordé ici, merci de compléter l'article en donnant les références utiles à sa vérifiabilité et en les liant à la section « Notes et références ».
L'édition 2022 de Halloween Havoc est un Premium Live Event de catch (lutte professionnelle) produit par la World Wrestling Entertainment, une fédération de catch américaine qui est télédiffusée et visible en paiement à la séance sur le WWE Network. Cet événement met en avant les Superstars de NXT, le club-école de la compagnie. Il a eu lieu le 22 octobre 2022 au WWE Performance Center de Orlando en Floride. Il s'agit de la troisième édition d'Halloween Havoc depuis son passage sous la bannière NXT.

## Contexte
Article détaillé : Catch.
Les spectacles de la World Wrestling Entertainment (WWE) sont constitués de matchs aux résultats prédéterminés par les scénaristes de la WWE. Ces rencontres sont justifiées par des storylines – une rivalité avec un catcheur, la plupart du temps – ou par des qualifications survenues dans les shows de la WWE tels que NXT. Tous les catcheurs possèdent une gimmick, c'est-à-dire qu'ils incarnent un personnage gentil (Face) ou méchant (Heel), qui évolue au fil des rencontres. Un événement comme Halloween Havoc est donc un événement tournant pour les différentes storylines en cours.

## Tableau des matchs
| Ordre par numéros                                                                         | Résultat                                                                                                   | Stipulation(s)                                                             | Temps |
| ----------------------------------------------------------------------------------------- | --- | -------------------------------------------------------------------------- | ----- |
| 1                                                                                         | Kiana James bat Valentina Feroz,                                                                           | Match simple                                                               | 4:25  |
| 2                                                                                         | Axiom bat Javier Bernal,                                                                                   | Match simple                                                               | 1:06  |
| 3                                                                                         | Wes Lee bat Carmelo Hayes (avec Trick Williams), Oro Mensah, Von Wagner (avec Mr. Stone) et Nathan Frazer, | Fatal Five Way Ladder match pour le NXT North American Championship vacant | 19:17 |
| 4                                                                                         | Apollo Crews bat Grayson Waller,                                                                           | Casket match                                                               | 12:58 |
| 5                                                                                         | Roxanne Perez bat Cora Jade,                                                                               | Weapons Wild match                                                         | 16:30 |
| 6                                                                                         | Julius Creed bat Damon Kemp,                                                                               | Ambulance match. Si Julius Creed perd, Brutus Creed devra quitter NXT.     | 14:09 |
| 7                                                                                         | Mandy Rose (c) bat Alba Fyre,                                                                              | Match simple pour le NXT Women's Championship                              | 7:07  |
| 8                                                                                         | Bron Breakker (c) bat Ilja Dragunov et JD McDonagh,                                                        | Triple Threat Match pour le NXT Championship                               | 23:47 |
| La lettre C placée entre parenthèses désigne la personne ou l’équipe championne en titre. | |                                                                            |       |